# Morgenweide
Das Gebiet Morgenweide ist ein mit Verordnung vom 21. Januar 1999 des Regierungspräsidiums Tübingen ausgewiesenes Naturschutzgebiet (NSG-Nummer 4.292) im Süden der baden-württembergischen Gemeinde Inzigkofen im Landkreis Sigmaringen in Deutschland.

## Lage
Das rund 38 Hektar große Naturschutzgebiet Morgenweide gehört naturräumlich zu den Donau-Ablach-Platten. Es liegt etwa anderthalb Kilometer südlich der Inzigkofer Ortsmitte auf einer Höhe von 582 bis 610 m ü. NN

## Schutzzweck
Wesentlicher Schutzzweck der ehemaligen Kiesgrube ist die Sicherung und Entwicklung des Gebiets als ökologische Vorrangfläche für eine Vielzahl von Tier- und Pflanzenarten, die in der ansonsten intensiv genutzten Landschaft keine Überlebensmöglichkeiten mehr finden.
Neben dem Erhalt der offenen Wasserflächen und deren Ufer und Verlandungszonen als Brut-, Rast- und Nahrungsbiotope zahlreicher Wasservögel sowie Amphibienarten sind auch die angrenzenden aufgelassenen Hangbereiche sowie die reich strukturierten landwirtschaftlich genutzten Bereiche als Lebensraum zum Beispiel vieler Singvogelarten und Insektengruppen, sowie typischer Feucht-, Trocken- oder Ruderalvegetation zu schützen.